# Castel Salern
Il Castel Salern (Burg Salern in tedesco), è un rudere di un castello che si trova sopra il paese di Varna, a nord di Bressanone, in Provincia di Bolzano.

## Storia

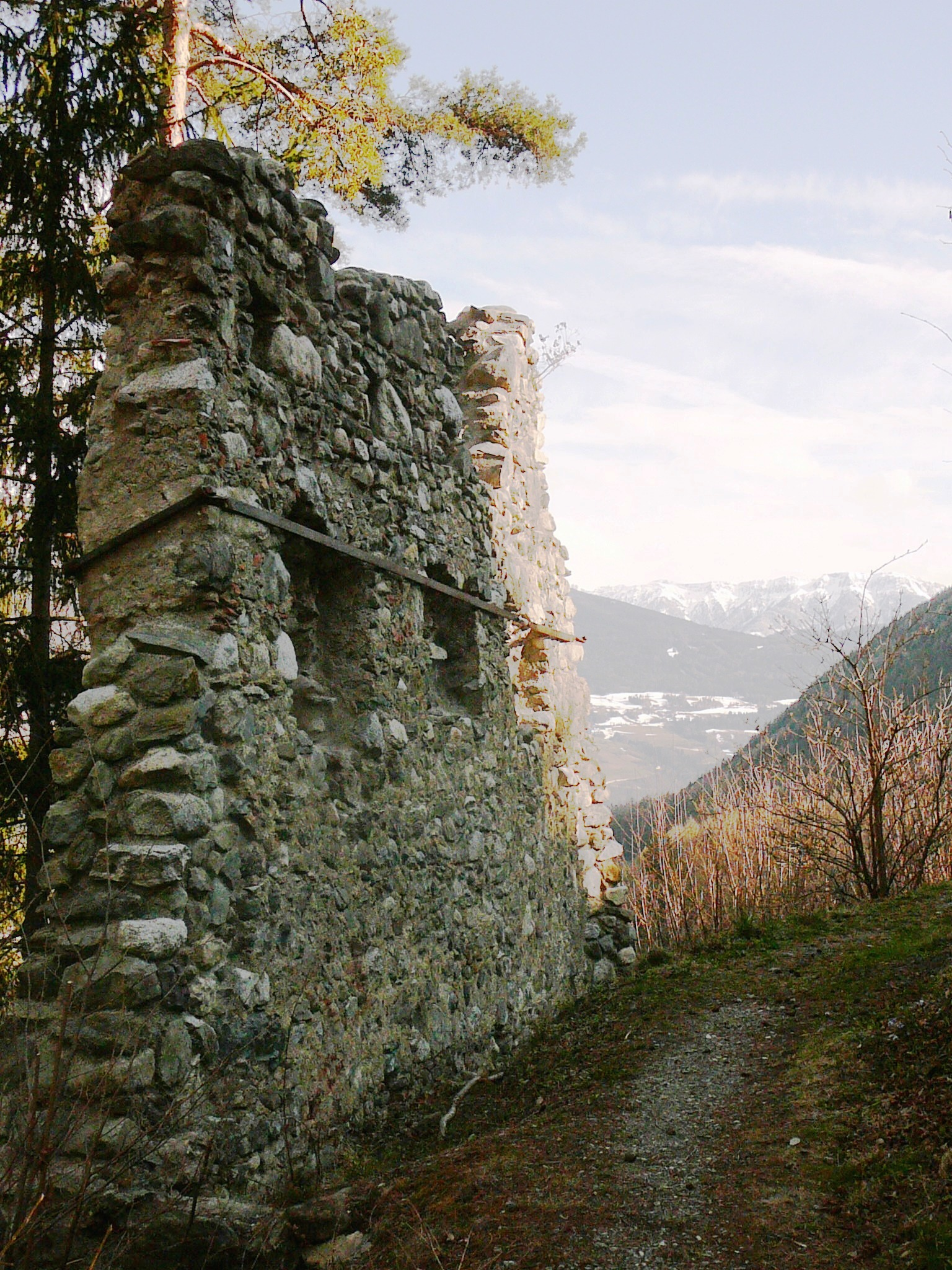
I resti del muro di cinta

La storia di questo castello inizia con quella di un altro: il Castel Voitsberg. Esso era sede dell'omonima famiglia e sorgeva su una collina (788 m) sopra il centro abitato di Varna in una posizione strategica da cui si dominava la confluenza tra la val Pusteria e l'alta val d'Isarco.
A seguito di una contesa con il vescovo Bruno di Bressanone, nel 1277 questo castello fu però distrutto e oggi non ne rimane più alcuna traccia.
Però, proprio di fronte alla posizione del Castel Voitsberg, attorno al '200 fu fatto costruire sempre dal vescovo il Castel Salern. La fortezza fu sede dell'omonima circoscrizione giudiziaria fino al XVII secolo.
Dopo la soppressione della circoscrizione, il castello cadde lentamente in rovina e oggigiorno ne rimangono solo pochi resti, tra cui parti delle mura di cinta e del palazzetto e il muro settentrionale del mastio.

## Visita al rudere
Il rudere è ben visibile sia da Bressanone sia da Varna. Per raggiungerlo, si può salire in macchina da Varna prendendo la strada per Scaleres e percorrendo 3 tornanti.
A piedi è invece possibile raggiungere le rovine attraverso un apposito sentiero: la Carl-Toldt-Weg.